# 江波駅
江波駅（えなみえき）は、かつて福井県丹生郡宮崎村（現・越前町）江波にあった福井鉄道鯖浦線の駅（廃駅）である。
宮崎村の代表駅であった。

## 歴史
- 1928年（昭和3年）11月8日：佐々生 - 織田間が開業し開業。
- 1945年（昭和20年）8月1日：福武電気鉄道と合併し、福井鉄道鯖浦線の駅となる。
- 1972年（昭和47年）10月12日：西田中 - 織田間が廃止され廃駅となる。

## 駅構造
相対式ホーム2面2線で、後期にはバス停も隣接し相互乗り換えもできた。晩年は駅舎側のホームのみを使用していた。当駅は木造駅舎を有する駅であった。

## 駅跡
駅の名をとどめるものは残っていない。

## 隣の駅
福井鉄道
鯖浦線
下江波駅 - 江波駅 - 矢倉駅